# Brixia sylvicola
Brixia sylvicola är en insektsart som beskrevs av Synave 1956. Brixia sylvicola ingår i släktet Brixia och familjen kilstritar. Inga underarter finns listade i Catalogue of Life.